# Wilhelm Waldkirch

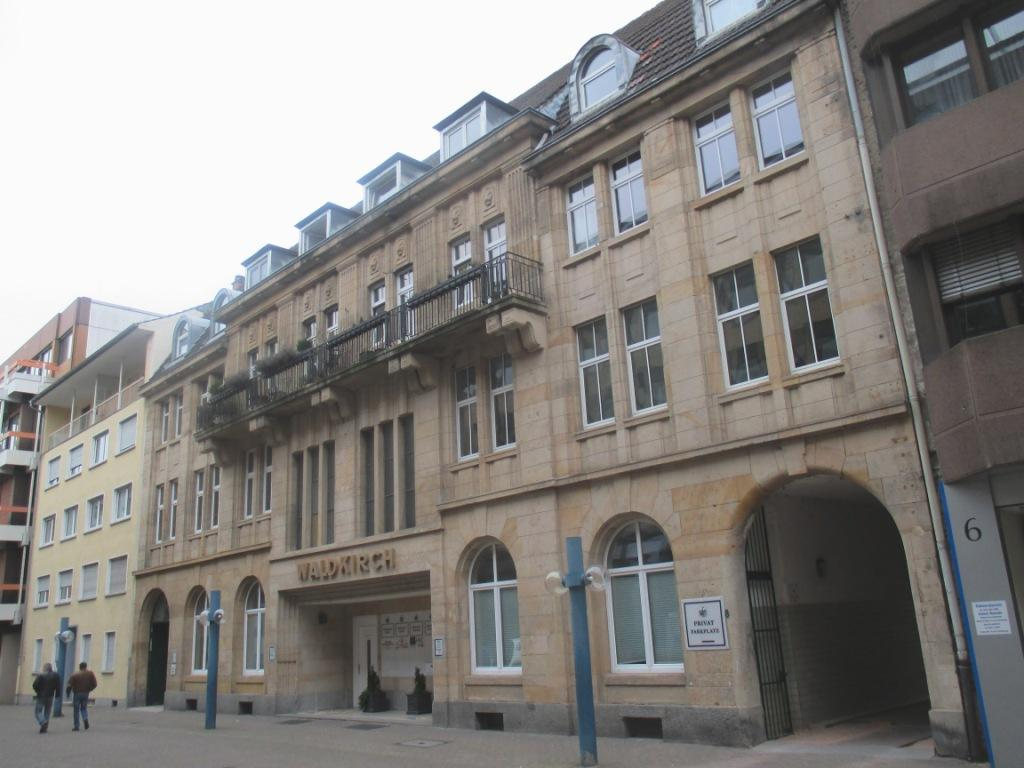
Ehem. Verlagsgebäude Waldkirch in Ludwigshafen

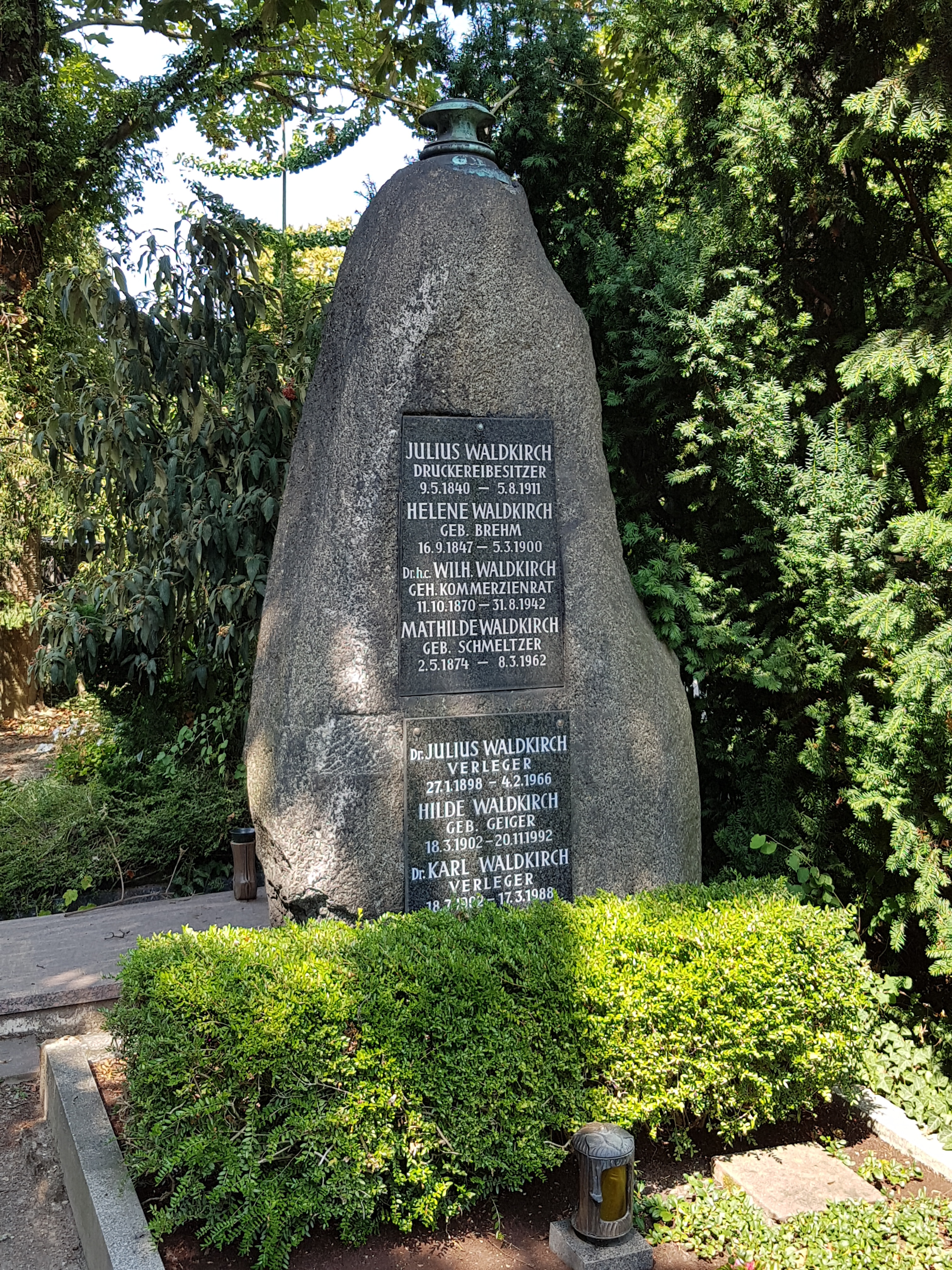
Grabstätte auf dem Hauptfriedhof Ludwigshafen

Wilhelm Waldkirch (* 11. Oktober 1870 in Ludwigshafen; † 31. August 1942) war ein deutscher Zeitungsverleger.

## Leben
Waldkirch trat nach dem Besuch des Mannheimer Realgymnasiums in das väterliche Verlagsgeschäft ein und übernahm 1897 die Leitung der Druckerei und des Generalanzeigers in Ludwigshafen. 1899 gründete er die Pfälzische Rundschau, die sich zur größten Tageszeitung der Pfalz entwickelte.
Waldkirch war Mitglied des Hauptvorstandes des Vereins Deutscher Zeitungsverleger in Berlin und zweiter Vorsitzender des Südwestdeutschen Verlegervereins in Karlsruhe.
Auf Waldkirchs Initiative ging die 1927 mit Unterstützung des Vereins Deutscher Zeitungsverleger erfolgte Gründung des Instituts für Zeitungswesen der Universität Heidelberg zurück. Am 15. Juni 1928 verlieh ihm die Ruprecht-Karls-Universität Heidelberg für seine Verdienste die Ehrendoktorwürde.
Waldkirch war Mitglied der Freimaurerloge Carl zur Eintracht in Mannheim. Seine letzte Ruhestätte fand er im Familiengrab auf dem Ludwigshafener Hauptfriedhof.